# FLASH (Crystal Kay)
Flash (scritto anche FLASH) è il secondo EP della cantante giapponese Crystal Kay. È stato pubblicato il 16 giugno 2010 in Giappone. L'album è stato reso disponibile anche in versione limitata.

## Tracce
CD
1. Intro (GENESIS) - 0:51
2. FLASH - 3:29
3. Victoria - 3:50
4. Never Say Goodbye - 3.59
5. Happy - 4:00
6. I pray - 4:40
7. Outro - 1:05

DVD
1. Girlfriend @ JCB Hall (con BoA)
2. Crystal Kay Live In NHK Hall: 10th Anniversary Tour CK10 (TRAILER)

## Classifiche
| Classifica (2010) | Posizione massima |
| ----------------- | ----------------- |
| Giappone          | 29                |

## Pubblicazione
| Nazione  | Data           | Edizione | Etichetta        | Catalogo  |
| -------- | -------------- | -------- | ---------------- | --------- |
| Giappone | 16 giugno 2010 | Standard | Sony Music Japan | ESCL-3457 |
| Giappone | 16 giugno 2010 | Limitata | Sony Music Japan | ESCL-3455 |